# Protesten in Israël tegen juridische hervormingen 2023
Vanaf januari 2023 waren er in Israël hevige protesten gericht tegen de invoering van juridische wijzigingen in het rechtssysteem door de regering van Benjamin Netanyahu. De protesten nemen de vorm aan van optochten, stakingen en hongerstakingen. Verschillende lagen van de samenleving namen deel aan de acties: universitaire gemeenschappen, vakbonden en werkgevers.

## Geschiedenis
Op 4 januari 2023 kondigde de pas benoemde minister van Justitie Yariv Levin aan dat hij de Israëlische rechterlijke macht wilde hervormen. De belangrijkste maatregel was de beperking van de bevoegdheden van het Hooggerechtshof en de juridische adviseurs van de regering. Een eenvoudige meerderheid in de Knesset kon de regerende coalitie in het orgaan dat rechters benoemt.
De protesten begonnen met demonstraties op 7 januari 2023 in Tel Aviv met 20.000 deelnemers, met gelijktijdige protesten in Haïfa. Een week later namen ongeveer 80.000 deelnemers deel aan een protest op het Orkestplein in de hoofdstad; protesten werden gelijktijdig gehouden in Haifa en Jeruzalem. Een demonstratie op 21 januari 2023 in de hoofdstad verzamelde volgens de politie meer dan 100.000 mensen.
Protesten werden regelmatig herhaald en wonnen aan kracht, in februari en maart, en op 1 april werden demonstraties gehouden in verschillende delen van het land, waarbij alleen al in de hoofdstad bijna 200.000 deelnemers bijeenkwamen. Het totale aantal deelnemers wordt geschat op een half miljoen.
Onder druk van de internationale publieke opinie en een algemene staking van ongekende intensiteit in maart, die een groot deel van de Israëlische economie lamlegde (waaronder banken, luchthavens en restaurants), legde Netanyahu het proces van gerechtelijke veranderingen tijdelijk stil.
In de 27e week van voortdurende, regelmatige protesten die elke zaterdag na Shabbat plaatsvonden, hervatte de regering de actie, wat de reden was waarom op 11 juli tienduizenden demonstranten de straat op gingen in steden als: Haïfa, Petach Tikva, Beer Sheva, Hod Hasharon en andere plaatsen, waardoor het verkeer in Tel Aviv werd lamgelegd en Ben Gurion Airport niet meer kon functioneren. Op 21 juli ondertekenden meer dan 1100 reservisten van de Isreal Air Force een brief waarin ze aankondigden dat ze hun vrijwillige militaire dienst bij de reservisten zouden stopzetten uit protest tegen de gerechtelijke hervorming.
De protesten werden geconfronteerd met vragen over de mate waarin zij zich zouden moeten concentreren op de Palestijnse rechten. Recente verklaringen van Israëlische figuren brachten het doel van de justitiële hervormingen steeds meer in verband met de uitbreiding van Israëlische nederzettingen en verdere annexatie van door Israël bezette Palestijnse gebieden .